# 일본 미디어 예술 100선
일본의 미디어 예술 100선(日本のメディア芸術100選)은 문화청 미디어 예술제 10주년을 기념하여 설문 조사를 바탕으로 한 상이다.
선출된 미디어 예술은 2007년 1월 21일부터 2월 4일까지, 국립신미술관(일본)에서 개최한 '문화청 미디어 예술제 10 주년 기획전'에서 소개되었다.

## 실시 기간
- 2006년 7월 13일 (목요일)부터 8월 31일 (목요일)까지 50일간 실시하였다.

## 실시 방법
다음 2가지 방법으로 설문 조사를 진행했다.
일반인
웹사이트 "문화청 미디어 예술 플라자"에서 "일본 문화청 미디어 예술제 10주년 설문 조사 일본 미디어 예술 100선"을 설치하고 예술 부문, 엔터테인먼트 부문, 애니메이션 부문, 만화 부문 총 4개 부문 각각에 대한 설문 조사 하는 방법
전문가
미디어 예술에 관련된 전문가 (문화청 미디어 예술제 역대 수상자, 역대 심사 위원, 아티스트, 편집자, 비평가 등) 약 400명이 설문 투표를 함.

## 실시 내용

#### 아트 부문
- 아톰 슈트 프로젝트 (アトムスーツプロジェクト, 야노베켄지)
- 알프스 1호 (アルプス一号, 타치바나 하지메)
- 영상 장치로의 피아노（映像装置としてのピアノ, 이와이 토시오）
- NHK 스페셜 《경이의 소우주 인체 2뇌와 심장》 (驚異の小宇宙人体2脳と心, 하라다 오사부로)
- MPI×IPM (사카모토 류이치 / 이와이 토시오)
- 오픈스카이 (オープンスカイ, 하치야 가즈히코)
- 호박 (쿠사마 야요이)
- 사카모토 류이치 오페라 "LifeCG" (坂本龍一 OPERA"LifeCG", 하라다 오사부로)
- 시간층II (時間層II, 이와이 토시오)
- 시청각 교환머신 (視聴覚交換マシン, 하치야 카즈히코)
- Six String Sonics,The (쿠노 길）
- 수도권 청소정비 촉진운동 (首都圏清掃整備促進運動, 하이레트 센터)
- 초상 고흐 (肖像・ゴッホ, 모리무라 야스마사)
- 여신강림 시리즈 (女神降臨シリーズ, 모리무라 야스마사)
- 태양의 탑 (太陽の塔, 하치야 가즈히코)
- 밀어내다, 흐르다 (突き出す、流れる, 고다마 사치코 / 타케노 미나코)
- TV WAR (래디컬TV / 사카모토 류이치 / 아사다 아키라)
- 전기복 (電気服, 다나카 아츠코)
- 천장의 그림/YES·페인팅 (天井の絵/YES・ペインティング, 오노 요코）
- 도그라 마그라 (마츠모토 토시오)
- Bitman (쿠와쿠보 료타)
- 비디오 레터 (ビデオ・レター, 데라야마 슈지 / 다니가와 슌타로）
- 히로폰 (ヒロポン, 무라카미 다카시)
- 메이와 덴키 라이브 퍼포먼스 (明和電機ライブパフォーマンス, 메이와 덴키)
- 용연한 여자들 (무나카타 시코)

#### 엔터테인먼트 부문
- 우고우고 루가 (다나카 히데유키 / 이와이 토시오 외)
- 오셀로 게임（츠쿠다）
- 기동전사 건담 프라모델 시리즈 (반다이)
- 게임보이 (닌텐도)
- 고질라 (혼다 이시로）
- 고노레고 시리즈 (포에야마)
- 인생게임 (메카라)
- 슈퍼 마리오 브라더스 (닌텐도)
- 스페이스 인베이더 (타이토 / 니시가쿠 토모히로)
- 소셜 네트워킹 서비스 'mixi' (이머큐리)
- 드래곤 퀘스트 (에닉스)
- 드래곤 퀘스트 V -천공의 신부- (에닉스)
- 〈24시간 싸울 수 있습니까〉（산쿄 드링크 CF송）
- 닌텐도 DS (닌텐도)
- 피타고라스위치 (사토 마사히코 / 우치노 마스미)
- 파이널 판타지 VII (스퀘어)
- 패밀리 컴퓨터 (닌텐도)
- 뿌요뿌요 (산요소프트)
- 플레이스테이션（소니 컴퓨터 엔터테인먼트)
- 플레이스테이션 2 (소니 컴퓨터 엔터테인먼트]])
- 포켓몬스터 (닌텐도)
- 미니카 (타미야)
- 메탈 기어 솔리드 (코나미 / 코지마 히데오)
- 부드러운 전차 (라레코)

#### 애니메이션 부문
- 아키라 (오토모 카즈히로)
- 카드캡터 사쿠라 (아사카 모니오)
- 바람계곡의 나우시카 (미야자키 하야오)
- 카미츄! (마스나리 코지)
- 기동경찰 패트레이버 극장판 2 (오시이 마모루)
- 기동전사 건담 (토미노 요시유키)
- 기동전사 건담 역습의 샤아 (토미노 요시유키)
- 기동전사 Z 건담 (토미노 요시유키)
- 은하영웅전설 (이시구로 노보루）
- 붉은 돼지 (미야자키 하야오)
- 크레용 신짱 폭풍을 부르는 맹렬! 어른제국의 역습 (하라 케이이치)
- 공각기동대 STAND ALONE COMPLEX (카미야마 켄지)
- 공각기동대 (오시이 마모루)
- 신세기 에반게리온 (안노 히데아키)
- 스즈미야 하루히의 우울 (이시하라 타츠야)
- 센과 치히로의 행방불명 (미야자키 하야오)
- 천공의 성 라퓨타 (미야자키 하야오)
- 이웃집 토토로 (미야자키 하야오)
- 도라에몽 (시바야마 츠토무)
- 드래곤볼 (니시오 다이스케)
- 강철의 연금술사 (미즈시마 세이지)
- 극장판 강철의 연금술사 샴발라를 정복한 자 (미즈시마 세이지)
- 충사 (나가하마 히로시)
- 모노노케 히메 (미야자키 하야오)
- 루팡 3세: 칼리오스트로의 성 (미야자키 하야오)

#### 만화 부문
- 아키라 (오토모 카즈히로)
- 아즈망가 대왕 (아즈마 키요히코)
- 요괴소년 호야 (후지타 가즈히로)
- 크게 휘두르며 (히구치 아사)
- 바람계곡의 나우시카 (미야자키 하야오)
- 기생수 (이와아키 히토시)
- 죠죠의 기묘한 모험 (아라키 히로히코)
- SLAM DUNK (이노우에 다케히코)
- DEATH NOTE (오바타 다케시 그림 / 오바 츠쿠미 원작)
- 동물의사 Dr.스쿠르 (사사키 린코)
- 도라에몽 (후지코 F. 후지오)
- 드래곤볼 (토리야마 아키라)
- 노다메 칸타빌레 (니노미야 토모코)
- 강철의 연금술사 (아라카와 히로시)
- HUNTER×HUNTER (토가시 요시히로)
- 불새 (데즈카 오사무)
- 블랙 잭 (데즈카 오사무)
- HELLSING (히라노 코타)
- 베르세르크 (미우라 켄타로)
- 북두의권 (하라 테츠오 그림 / 부론손 원작)
- 충사 (우루시바라 유키)
- MONSTER (우라사와 나오키)
- 유☆유☆백서 (토가시 요시히로)
- 요츠바랑! (아즈마 키요히코)
- ONE PIECE (오다 에이이치로)